# Carmen Arrufat
Carmen Arrufat Blasco (Castellón de la Plana, 11 ottobre 2002) è un'attrice spagnola.

## Biografia
Carmen Arrufat è nata l'11 ottobre 2002 a Castellón de la Plana, comune della comunità valenciana (Spagna), si è formata presso la scuola teatrale municipale (EMTC) ed ha frequentato i corsi dell'aula, accademia di cinema e televisione nel suo comune natale.

### Carriera professionale
Nel 2019, a soli sedici anni, ha fatto il suo esordio al cinema con il ruolo di Lis nel film La inocencia diretto da Lucía Alemany, dopo aver partecipato al casting tenutosi nella sua città natale. Per quest'ultima interpretazione ha vinto diversi premi come Miglior attrice all'Almería International Film Festival, al Toulouse Cinespaña e al Turia Awards e come Stella rivelazione nascente per il Premio Días de Cine. Per lo stesso film è stata candidata per diversi premi tra cui il Cinema Writers Circle Awards, Spagna come Miglior attrice rivelazione, il Medallas del Círculo de Escritores Cinematográficos come Attrice cinematografica rivoluzionaria, il Premio Gaudí come Miglior protagonista femminile, il Premio Goya come Miglior attrice rivelazione, il Toulouse Cinespaña e il Turia Awards come Miglior attrice. Nel medesimo anno ha interpretato il ruolo di Joanna nel film Nada será igual diretto da Víctor Antolí. Nel gennaio del 2020 è stata intervistata nel programma La Resistencia condotto da David Broncano.

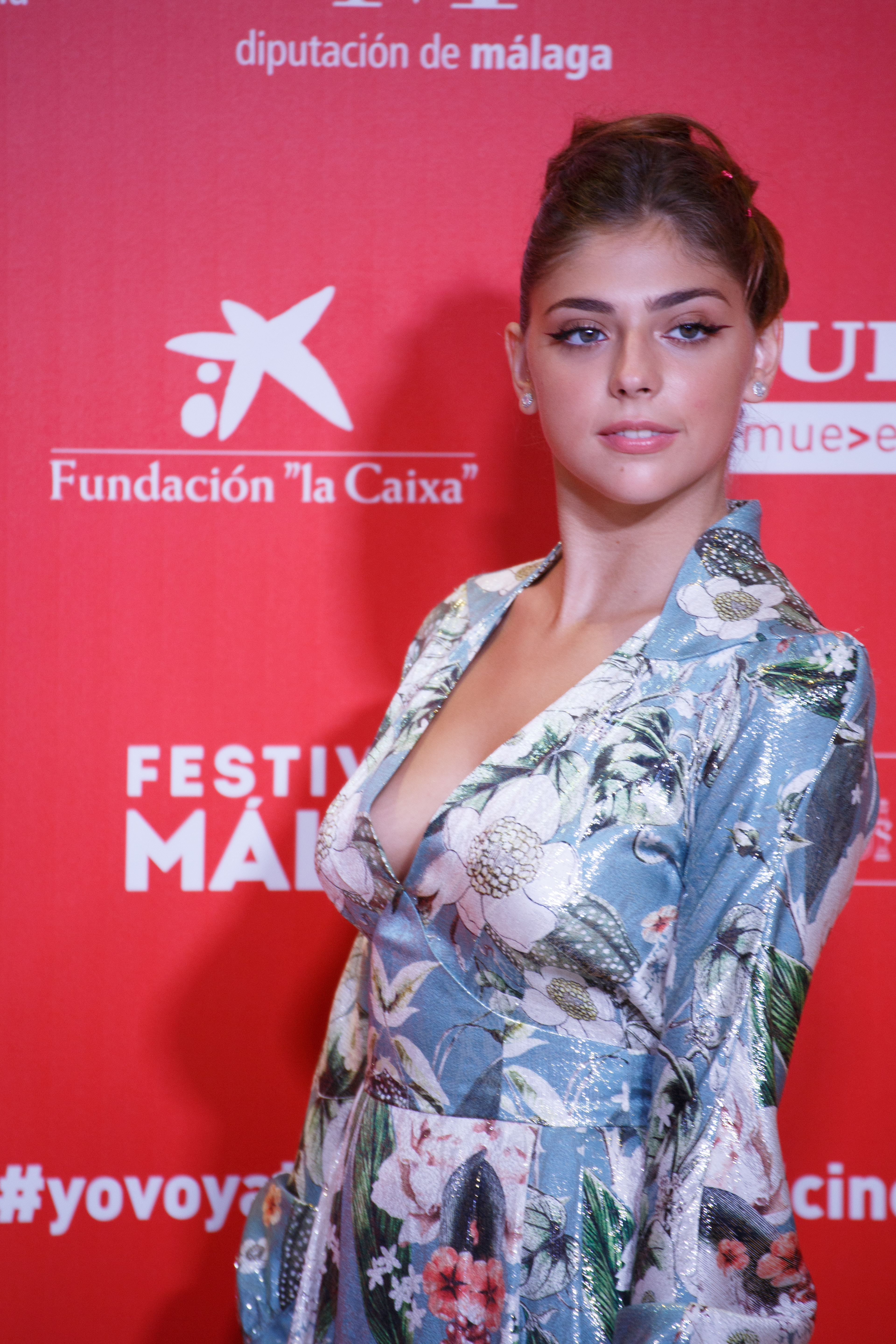
Carmen Arrufat al Festival di Malaga 2020.

Nel 2020 ha interpretato il ruolo di Carmen nella serie in onda su La 1 Diarios de la cuarentena. Nel settembre dello stesso anno è stata presentata in anteprima la serie in onda su La 1 HIT, dove ha interpretato il ruolo di principale di Lena Vallejo. Nell'ottobre successivo è stata annunciata la sua interpretazione con il ruolo di Natalia nella serie di Movistar Plus+ Tutti mentono (Todos mienten), prevista per il 2022. Nello stesso anno è stata scritturata per interpretare il ruolo di Sara nella serie di Netflix Élite.

## Filmografia

### Cinema
- La inocencia, regia di Lucía Alemany (2019)
- Nada será igual, regia di Víctor Antolí (2019)

### Televisione
- Diarios de la cuarentena – serie TV, 4 episodi (La 1, 2020)
- HIT – serie TV (La 1, dal 2020)
- Tutti mentono (Todos mienten) – serie TV (Movistar Plus+, dal 2022)
- Élite – serie TV (Netflix, 2022-2024)

## Doppiatrici italiane
Nelle versioni in italiano dei suoi film e delle sue serie TV, Carmen Arrufat è stata doppiata da:
- Veronica Benassi[22] in Élite[23]

## Riconoscimenti

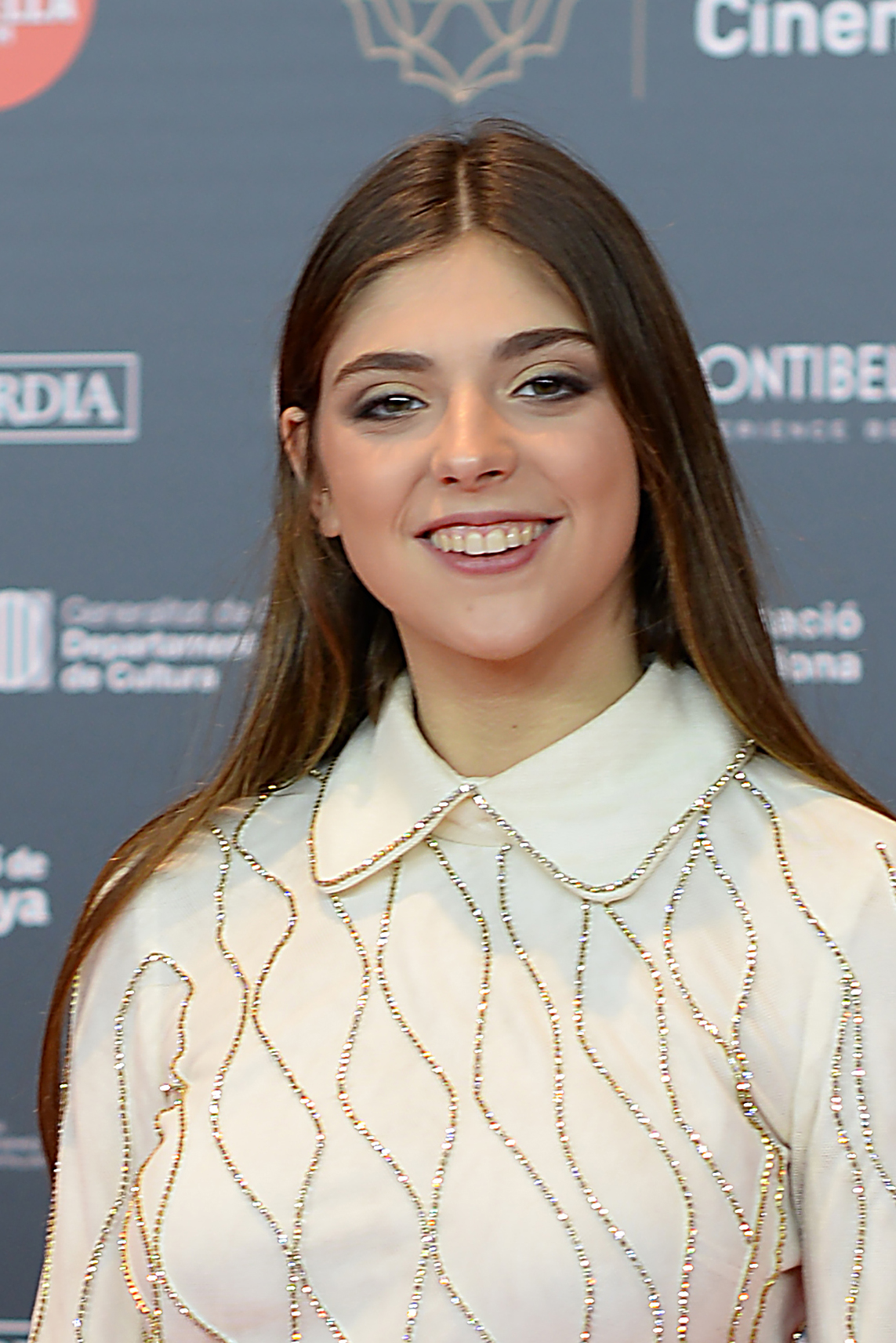
Carmen Arrufat ai Premi Gaudí 2020.

- Almería International Film Festival
  - 2019: Vincitrice come Miglior attrice per il film La inocencia

- Cinema Writers Circle Awards, Spagna
  - 2020: Candidata come Miglior attrice rivelazione per il film La inocencia

- Medallas del Círculo de Escritores Cinematográficos
  - 2020: Candidata come Attrice cinematografica rivoluzionaria per il film La inocencia[9]

- Premio Días de Cine
  - 2021: Vincitrice come Stella rivelazione nascente per il film La inocencia[8]

- Premio Gaudí
  - 2020: Candidata come Miglior protagonista femminile per il film La inocencia[10]

- Premio Goya
  - 2020: Candidata come Miglior attrice rivelazione per il film La inocencia[11]

- Toulouse Cinespaña
  - 2020: Vincitrice come Miglior attrice per il film La inocencia

- Turia Awards
  - 2020: Vincitrice come Miglior attrice per il film La inocencia